# Philippe Haïm
 (août 2009).
Améliorez-le ou discutez des points à vérifier. 
Pour les articles homonymes, voir Haïm.
Philippe Haim est un réalisateur, compositeur et scénariste français, né le 2 septembre 1967 à Paris.

## Biographie
Il gagne ses premiers prix de composition, d'orchestration, d'analyse et de direction d'orchestre et compose des musiques de films: Les Naufragés (1991), Voyage à Rome (1992) ou  L'Appât (1995). Il passe à la réalisation, avec Descente, un court métrage qu'il tournera en 1994 présenté dans une trentaine de festivals français et internationaux. Il enchaîne alors avec Barracuda (1997) avec Jean Rochefort et Guillaume Canet et Les Dalton (2004), une adaptation de la bande dessinée de Morris. Sur la DGSE, il tourne en soixante-cinq jours Secret défense, en 2008, avec Vahina Giocante et Gérard Lanvin, pour un budget de 11 000 000 €, produit et distribué par UGC. Il est également le scénariste de Comme un poisson hors de l'eau (1999).

## Filmographie
- 1986 : Maine Océan (compositeur)
- 1991 : Les Naufragés (compositeur)
- 1992 : Voyage à Rome (compositeur)
- 1994 : Carences (compositeur)
- 1994 : Descente (réalisateur)
- 1995 : Double Express (compositeur)
- 1995 : L'Appât (compositeur)
- 1995 : Entre ces mains-là (compositeur)
- 1995 : Mademoiselle Pompom (compositeur)
- 1997 : Barracuda (réalisateur, scénariste et compositeur)
- 1997 : Zardock ou les malheurs d'un suppôt (compositeur)
- 1997 : Haine comme normal (compositeur)
- 1997 : Il faut que ça brille (scénariste)
- 1999 : Comme un poisson hors de l'eau (scénariste et acteur)
- 2000 : Bluff (réalisateur et scénariste)
- 2004 : Les Dalton (réalisateur et scénariste)
- 2008 : Secret défense (réalisateur et scénariste)
- 2011 : XIII : La Série (réalisateur)
- 2011 : Braquo (saison 2) de Philippe Haïm et Éric Valette (réalisateur)
- 2015 : En immersion (réalisateur, scénariste et compositeur)